# Aïmen Demai
Aïmen Demai (Thionville, 1982. december 10. –) francia születésű, algériai származású tunéziai labdarúgó, az Alemannia Aachen hátvédje, de a német klub középpályásként is bevetheti.